# TSV Unterhaching
TSV Unterhaching 1910 e.V. – niemiecki męski klub siatkarski z Unterhaching założony w 1910 roku. Sponsorem tytularnym drużyny jest Generali.
Klub posiada także sekcje: aikido, baseballu, koszykówki, sportów zimowych, gimnastyki żeńskiej, piłki ręcznej, judo, joggingu, lekkoatletyki, tańca, tenisa, tenisa stołowego i gimnastyki artystycznej.

## Nazwy drużyny
- do 05.06.2006 – TSV Unterhaching
- 06.06.2006 – 05.06.2007 – Develey Unterhaching
- 06.06.2007 – Generali Haching

## Sukcesy
Mistrzostwo Niemiec:
- 2009, 2010, 2012
- 2002, 2008, 2013, 2014

Puchar Niemiec:
- 2009, 2010, 2011, 2013

## Kadra

### Sezon 2013/2014
| Nr | Imię i nazwisko        | Data ur. | Wzrost | Pozycja      |
| -- | ---------------------- | -------- | ------ | ------------ |
| 1  | Tsimafei Zhukouski     | 1989     | 195    | rozgrywający |
| 3  | Philipp Jankowski      | 1991     | 192    | rozgrywający |
| 5  | David Sossenheimer     | 1996     | 193    | przyjmujący  |
| 7  | Ferdinand Tille        | 1988     | 184    | libero       |
| 8  | Marcus Böhme           | 1985     | 211    | środkowy     |
| 9  | Ewoud Gommans          | 1990     | 202    | przyjmujący  |
| 10 | Sebastian Schwarz      | 1985     | 197    | przyjmujący  |
| 11 | Simon Hirsch           | 1992     | 205    | atakujący    |
| 12 | Konstantin Shumov      | 1985     | 205    | środkowy     |
| 13 | Marien Moreau          | 1983     | 201    | atakujący    |
| 14 | Tom Strohbach          | 1992     | 197    | przyjmujący  |
| 15 | Jan-Philipp Marks      | 1992     | 197    | przyjmujący  |
| 18 | Genadi Sokolov         | 1992     | 202    | środkowy     |
|    | Robert Bauer           | 1986     | 175    | przyjmujący  |
|    | Martin Gert Riethmayer | 1981     | 196    | środkowy     |

### Sezon 2012/2013
| Nr | Imię i nazwisko         | Data ur. | Wzrost | Pozycja            |
| -- | ----------------------- | -------- | ------ | ------------------ |
| 2  | Huib den Boer           | 1981     | 192    | rozgrywający       |
| 4  | Patrick Steuerwald      | 1986     | 180    | rozgrywający       |
| 5  | Matias Raymaekers       | 1982     | 207    | środkowy           |
| 7  | Jan Willem Snippe       | 1986     | 200    | przyjmujący        |
| 8  | Branislav Skladaný      | 1982     | 185    | rozgrywający       |
| 11 | Simon Hirsch            | 1992     | 205    | atakujący          |
| 12 | Konstantin Shumov       | 1985     | 205    | środkowy           |
| 13 | Róbert Hupka            | 1982     | 191    | przyjmujący        |
| 14 | Tom Strohbach           | 1992     | 197    | przyjmujący        |
| 15 | Roy Friedrich           | 1988     | 202    | środkowy           |
| 16 | Christian Dünnes        | 1984     | 207    | środkowy/atakujący |
| 17 | Aleksander Szafranowicz | 1983     | 194    | przyjmujący        |
| 18 | Sebastian Prüsener      | 1982     | 196    | libero             |

### Sezon 2011/2012
| Nr | Imię i nazwisko         | Data ur. | Wzrost | Pozycja            |
| -- | ----------------------- | -------- | ------ | ------------------ |
| 2  | Huib den Boer           | 1981     | 192    | rozgrywający       |
| 3  | Denis Kaliberda         | 1990     | 193    | przyjmujący        |
| 6  | Ferdinand Tille         | 1988     | 185    | libero             |
| 7  | Fredy Cedeno            | 1981     | 203    | środkowy           |
| 8  | Branislav Skladaný      | 1982     | 185    | rozgrywający       |
| 9  | Max Günthör             | 1985     | 206    | środkowy           |
| 11 | Simon Hirsch            | 1992     | 205    | atakujący          |
| 13 | Róbert Hupka            | 1982     | 191    | przyjmujący        |
| 14 | Tom Strohbach           | 1992     | 197    | przyjmujący        |
| 15 | Roy Friedrich           | 1988     | 202    | środkowy           |
| 16 | Christian Dünnes        | 1984     | 207    | środkowy/atakujący |
| 17 | Aleksander Szafranowicz | 1983     | 194    | przyjmujący        |
| 18 | Sebastian Prüsener      | 1982     | 196    | libero             |

### Sezon 2010/2011
| Nr | Imię i nazwisko    | Data ur. | Wzrost | Pozycja      |
| -- | ------------------ | -------- | ------ | ------------ |
| 1  | Renaud Doué        | 1978     | 203    | środkowy     |
| 2  | Huib den Boer      | 1981     | 192    | rozgrywający |
| 3  | Denis Kaliberda    | 1990     | 193    | przyjmujący  |
| 5  | Roko Sikirić       | 1981     | 196    | przyjmujący  |
| 6  | Florian Malescha   | 1988     | 195    | przyjmujący  |
| 7  | Ferdinand Tille    | 1988     | 185    | libero       |
| 8  | Branislav Skladaný | 1982     | 185    | rozgrywający |
| 9  | Max Günthör        | 1985     | 206    | środkowy     |
| 12 | Paul Carroll       | 1986     | 205    | atakujący    |
| 13 | Róbert Hupka       | 1982     | 191    | przyjmujący  |
| 14 | Tomáš Kmeť         | 1981     | 202    | środkowy     |
| 15 | Roy Friedrich      | 1988     | 202    | środkowy     |

### Sezon 2009/2010
| Nr | Imię i nazwisko    | Data ur. | Wzrost | Pozycja      |
| -- | ------------------ | -------- | ------ | ------------ |
| 1  | Marco Liefke       | 1974     | 208    | atakujący    |
| 2  | Huib den Boer      | 1981     | 192    | rozgrywający |
| 3  | Denis Kaliberda    | 1990     | 193    | przyjmujący  |
| 4  | Patrick Steuerwald | 1986     | 180    | rozgrywający |
| 5  | Thomas Andel       | 1982     | 197    | atakujący    |
| 6  | Armin Dewes        | 1979     | 212    | środkowy     |
| 7  | Ferdinand Tille    | 1988     | 185    | libero       |
| 9  | Max Günthör        | 1985     | 206    | środkowy     |
| 10 | Sebastian Schwarz  | 1985     | 197    | przyjmujący  |
| 11 | Markus Pielmeier   | 1987     | 203    | przyjmujący  |
| 12 | Eugen Bakumovski   | 1980     | 193    | przyjmujący  |
| 15 | Roy Friedrich      | 1988     | 202    | środkowy     |

### Sezon 2008/2009
| Nr | Imię i nazwisko    | Data ur. | Wzrost | Pozycja      |
| -- | ------------------ | -------- | ------ | ------------ |
| 1  | Marco Liefke       | 1974     | 208    | atakujący    |
| 2  | Dejan Stanković    | 1971     | 194    | przyjmujący  |
| 3  | Christian Günther  | 1985     | 192    | przyjmujący  |
| 4  | Patrick Steuerwald | 1986     | 180    | rozgrywający |
| 5  | Patrick Schwaack   | 1981     | 192    | przyjmujący  |
| 6  | Armin Dewes        | 1979     | 212    | środkowy     |
| 7  | Ferdinand Tille    | 1988     | 185    | libero       |
| 9  | Max Günthör        | 1985     | 206    | środkowy     |
| 10 | Sebastian Schwarz  | 1985     | 197    | przyjmujący  |
| 11 | Markus Pielmeier   | 1987     | 203    | środkowy     |
| 12 | Eugen Bakumovski   | 1980     | 193    | przyjmujący  |

### Sezon 2007/2008
| Nr | Imię i nazwisko    | Data ur. | Wzrost | Pozycja      |
| -- | ------------------ | -------- | ------ | ------------ |
| 2  | Dejan Stanković    | 1971     | 194    | przyjmujący  |
| 3  | Steve Keir         | 1979     | 198    | przyjmujący  |
| 4  | Patrick Steuerwald | 1986     | 180    | rozgrywający |
| 5  | Sebastian Richter  | 1987     | 195    | przyjmujący  |
| 6  | Armin Dewes        | 1979     | 212    | środkowy     |
| 7  | Ferdinand Tille    | 1988     | 185    | libero       |
| 8  | Norbert Kunstek    | 1976     | 200    | środkowy     |
| 10 | Emanuel Kohút      | 1982     | 206    | środkowy     |
| 11 | Markus Pielmeier   | 1987     | 203    | środkowy     |
| 13 | Valdir Sequeira    | 1981     | 196    | atakujący    |
| 15 | David Steffan      | 1980     | 193    | przyjmujący  |
| 17 | Lucian Jachowicz   | 1987     | 193    | rozgrywający |